# TRAVELLIN' MAN LIVE AT NHK STUDIO 101
『TRAVELLIN' MAN LIVE AT NHK STUDIO 101』（トラヴェリン・マン ライヴ・アット・エヌエチケイ・スタジオ・イチマルイチ）は、吉田拓郎のライブ・ミニアルバムである。1993年12月17日にフォーライフ・レコードから発売された。

## 解説
1993年にNHK放送センターにある101スタジオで収録された作品。
本作の売上は全て、同年に拓郎の故郷である鹿児島で起こった「平成5年8月豪雨」の義援金として寄付された。

## 収録曲
- 作詞・作曲：吉田拓郎

1. ロンサム・トラベリンマン
編曲：石川鷹彦
  - TBS・NBS系『地球ZIG ZAG』エンディングテーマ
2. AKIRA
編曲：吉田拓郎
3. 今度はいったい何回目の引越しになるんだろう
編曲：石川鷹彦
4. 海を泳ぐ男
編曲：吉田拓郎
5. 吉田町の唄
編曲：石川鷹彦

## 演奏者
- Read Vocal, Rickenbacker Guitar, Acoustic Guitar：吉田拓郎
- Acoustic Guitar, Dobro, Mandolin, Bouzouki Background Vocals：石川鷹彦
- Acoustic 6&12 Strings Guitars, Banjo, Mandolin：田代耕一郎
- Electric Guitar, Rickenbacker 12 Strings Guitar：松尾一彦
- Pedal Steel Guitar：駒沢裕城
- Organ, Rhodes Piano：エルトン永田
- Acoustic Piano, Rhodes Piano, Accordion：鎌田裕美子
- Bass：渡辺茂樹
- Drums：今泉正義
- Background Vocals：比山貴咏史、木戸泰弘、大塚修司、遠藤由美、秋元薫
- Violin：西川八重、伊藤佳奈子、定村由紀子、荻野恵美子、本居信、岩戸有紀子